# Lena Soleng Hansen
Lena Soleng Hansen (Stavanger, 24 agosto 1994) è una calciatrice norvegese, difensore del Como in prestito dallo Stabæk.

## Caratteristiche tecniche
Soleng Hansen già nel corso dei primi anni di carriera ha ricoperto il ruolo di difensore centrale, venendo tuttavia utilizzata anche come terzino. Da difensore forte e veloce predilige il gioco fisico e il piede destro.

## Carriera

### Club
Dopo aver iniziato la carriera con l'Austrått e indossato per due stagioni la maglia delle formazioni giovanili del Sandnes Ulf fino all'under 16, nel 2010 Soleng Hansen si trasferisce al Klepp, squadra con la quale, appena quindicenne, il 10 aprile fa il suo debutto, pur se per pochi minuti, in Toppserien, rilevando Cathrine Dyngvold all'88' nella sconfitta esterna per 3-0 con il LSK Kvinner, maturando alla fine del campionato 10 presenze nella massima serie del campionato norvegese di categoria.
La stagione successiva viene posta in organico con la squadra under 19, riuscendo anche a marcare una presenza in Toppserien 2011, tornando stabilmente in prima squadra, sotto la guida tecnica di Knut Eriksen, dal 2012, pur dividendo l'attività per due stagioni, fino al 2013, anche con la squadra riserve (Klepp 2) in 2. divisjon (terzo livello). L'arrivo sulla panchina dell'islandese Jón Páll Pálmason non cambia la fiducia in Soleng Hansen che si conquista un posto da titolare inamovibile, così come con il suo avvicendamento dal maggio 2017 con l'australiano Oliver Harder, tecnico che guida la squadra alle migliori prestazioni mai raggiunte in Toppserien, il quarto posto del 2017, durante il quale sigla anche la sua prima rete nella vittoria esterna per 4-1 sul Grand Bodø, seguito dal secondo, pur se staccato di 12 punti dal LSK Kvinner, del 2018 e il terzo nel 2019.
Durante la pausa invernale viene annunciato il suo trasferimento all'IK Uppsala neopromossa in Damallsvenskan, livello di vertice del campionato svedese, per il campionato 2020, per quella che diventa la prima esperienza professionale all'estero per Soleng Hansen e la prima calciatrice straniera in organico nella squadra. L'esperienza tuttavia è segnata dall'arrivo della pandemia di COVID-19 che inizialmente la costringe a casa dopo aver iniziato la preparazione in Svezia e che vede l'inizio del campionato slittare a giugno, per poi essere impiegata dal tecnico Jonas Valfridsson in qualità di difensore centrale esperto, causa la necessità di fare punti e risalire da fondo classifica, pur con un tallone infortunato che le causerà uno stiramento e l'indisponibilità per un mese verso la fine della stagione, poi conclusa con la retrocessione.
Posta la condizione con il club svedese di rimanere solo evitando la retrocessione, per il 2021 decide di tornare in patria, sottoscrivendo un contratto con il Kolbotn. Qui vi rimane per due anni, ritornando a disputare la Toppserien sotto la guida tecnica di Aleksander Olsen, collezionando con il club 47 presenze complessive tra campionato e coppa e contribuendo alla prima stagione a far raggiungere alla squadra il 6º posto in campionato mentre per quello successivo si dimostra incapace di competere con le migliori concludendo 5º nella stagione regolare per poi classificarsi solo 8º nella Poule salvezza retrocedendo in 1. divisjon. In questo periodo torna anche al gol, realizzando una rete all'Arna-Bjørnar nel campionato 2021 e una al Røa in quello successivo
Nel gennaio 2023 viene annunciato il suo arrivo all'Arna-Bjørnar, uno degli acquisti finalizzati a rinforzare l'organico per scongiurare la disputa della poule salvezza della precedente stagione, tuttavia già durante la finestra estiva di calciomercato viene finalizzato il suo trasferimento allo Stabæk, concludendo così, dopo aver marcato 13 presenze in campionato con il club di Bergen, la stagione sotto la guida tecnica di Petter Belsvik con quello di Bærum, marcandone altre 9 e tornando al gol nella vittoria per 3-0 sull'Åsane.
Il ritorno sulla panchina dello Stabæk di Jan Jönsson, questa volta della sezione femminile, non mina la fiducia nel difensore centrale, che la vede impiegata in 17 su 22 incontri di Toppserien 2024, con la squadra che bissa la prestazione della precedente stagione raggiungendo il 5º posto in classifica.
Durante la finestra invernale di calciomercato viene annunciato il suo trasferimento al Como con la formula del prestito fino al 30 giugno 2025 ma con un'opzione per l'acquisto a fine stagione, per la sua seconda esperienza all'estero. A disposizione di Stefano Sottili fa il suo debutto in Serie A, il livello di vertice del campionato italiano di categoria, l'11 gennaio, alla 14ª giornata di campionato, scendendo in campo da titolare nell'incontro casalingo vinto 2-0 sulla Fiorentina.

### Nazionale
Soleng Hansen viene selezionata per vestire la maglia della rappresentativa norvegese under 23 nel marzo 2016 durante il Torneo di La Manga, marcando una presenza nell'incontro perso 3-0 con le pari età della Germania, per poi essere confermata in rosa in occasione del Nordic Tournament 2016 che si svolse in Inghilterra nel giugno di quell'anno. In quell'occasione venne impiegata in tutti i tre incontri disputati dalla sua nazionale al St George's Park National Football Centre.